# Zidane Mebarakou
Pour les articles homonymes, voir Zidane et Mebarakou.
Zidane Mebarakou (en tifinagh: ⵣⵉⴷⴰⵏ ⵎⴻⴱⴰⵔⴰⴽⵓ) né le 3 janvier 1989 à Barbacha dans la wilaya de Béjaïa est un footballeur algérien. Il évolue au poste de défenseur central à l'Olympique Akbou.

## Carrière

### En club
Il remporte la Coupe d'Algérie en 2015 avec le MO Béjaïa, inscrivant un but en demi-finale contre l'ES Sétif.

## Palmarès

### En clubs
- Vainqueur de la Coupe d'Algérie 2014-2015 avec le MO Béjaïa.
- Finaliste de la Supercoupe d'Algérie 2015 avec le MO Béjaïa.
- Finaliste de la Supercoupe d'Algérie 2016 avec le MC Alger.
- Vainqueur du championnat de troisième division algérienne 2022-2023 avec l'Olympique Akbou dans le Groupe Centre-Est.
- Vainqueur du championnat de deuxième division algérienne 2023-2024 avec l'Olympique Akbou dans le Groupe Centre-Est.